# 佩德羅·弗蘭科
佩德羅·弗蘭科（西班牙語：Pedro Franco；1991年4月23日—）是一位哥倫比亞足球運動員。在場上的位置是中後衛。他現在效力於土耳其足球超級聯賽球隊贝西克塔什。他也代表哥倫比亞國家足球隊參賽，參加了2011年U20世界杯。